# Carex gaudiniana
Carex gaudiniana là một loài thực vật có hoa trong họ Cói. Loài này được Guthnick mô tả khoa học đầu tiên năm 1832.